# Повітряні сили Молдови
Повітряні сили Молдови — створені на початку 1990-х років після здобуття країною незалежності і виходу зі складу СРСР. У 1990-х роках Збройні сили Молдови мали у своєму складі авіаційну бригаду.

## Структура
- Головний штаб Військово-повітряних сил (молд. Comandamentul Forţe Aeriene)
- Авіаційна база «Дечебал» (молд. Baza de Aviaţie «Decebal») — Маркулешти, Флорештський район 
  - авіаполк «Дечебал»
- Зенітний ракетний полк «Димитріє Кантемир»[ro] (молд. Regimentul de rachete antiaeriene «Dimitrie Cantemir») - Дурлешти, муніципалитет Кишинів
- Окремий радіотехнічний полк «Бессарабія»[ro] («Basarabia»)
- Авіабаза Маркулешти - Маркулешти, Флорештський район

## Озброєння

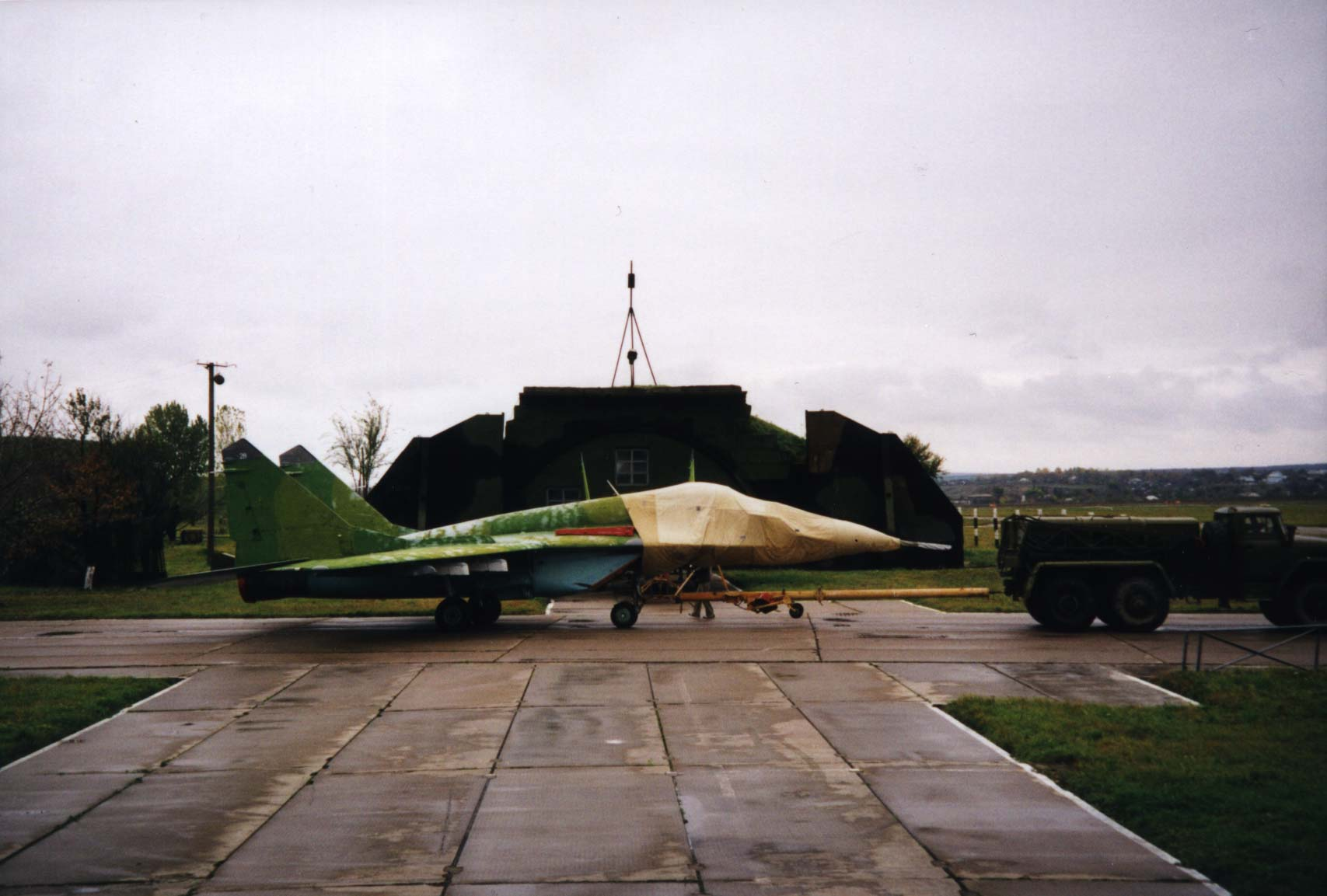
МіГ-29 відбуксовується вантажівкою (1997)

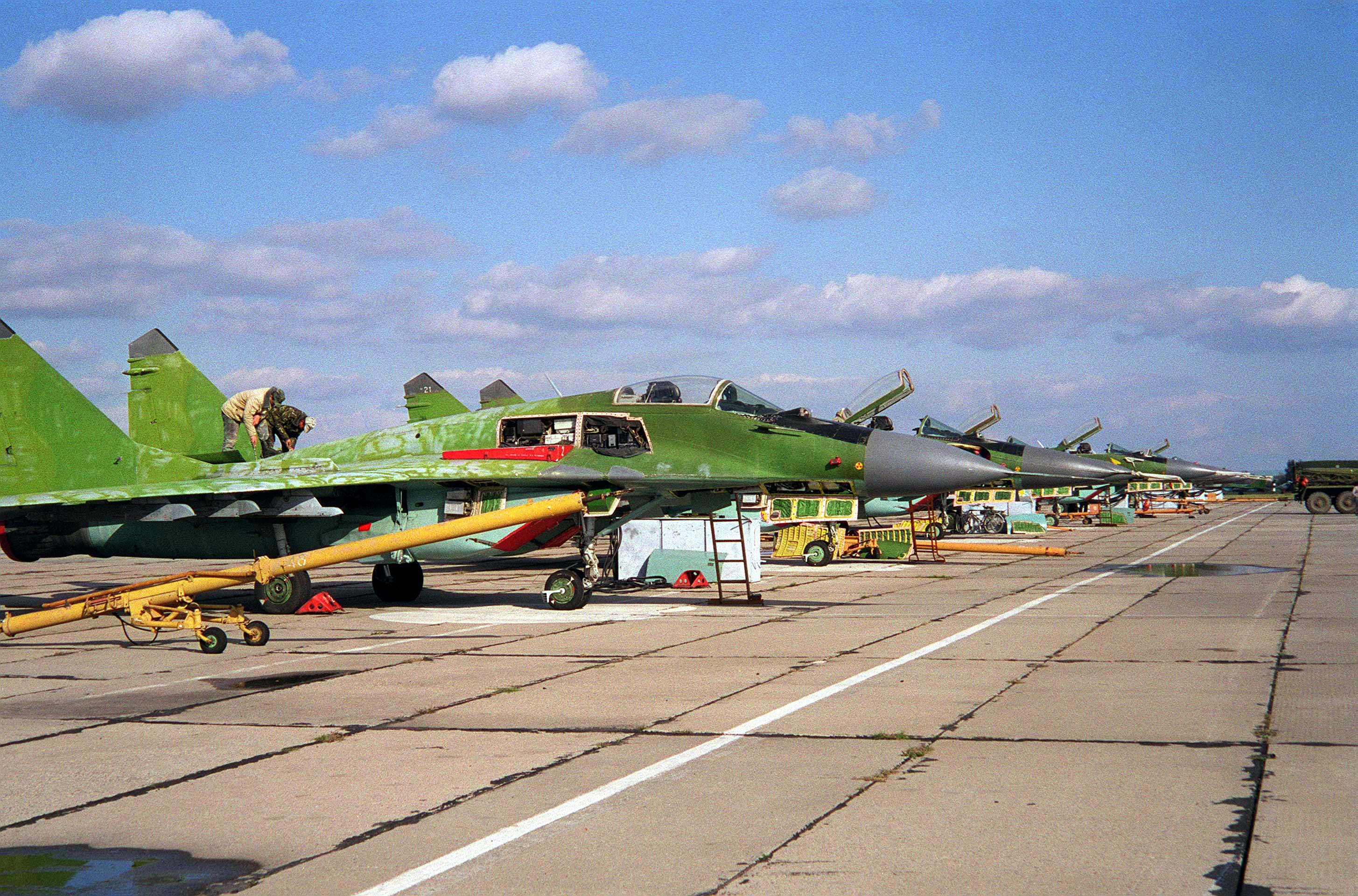
Молдовський МіГ-29, приготовлений для повітряного перевезення (1997)

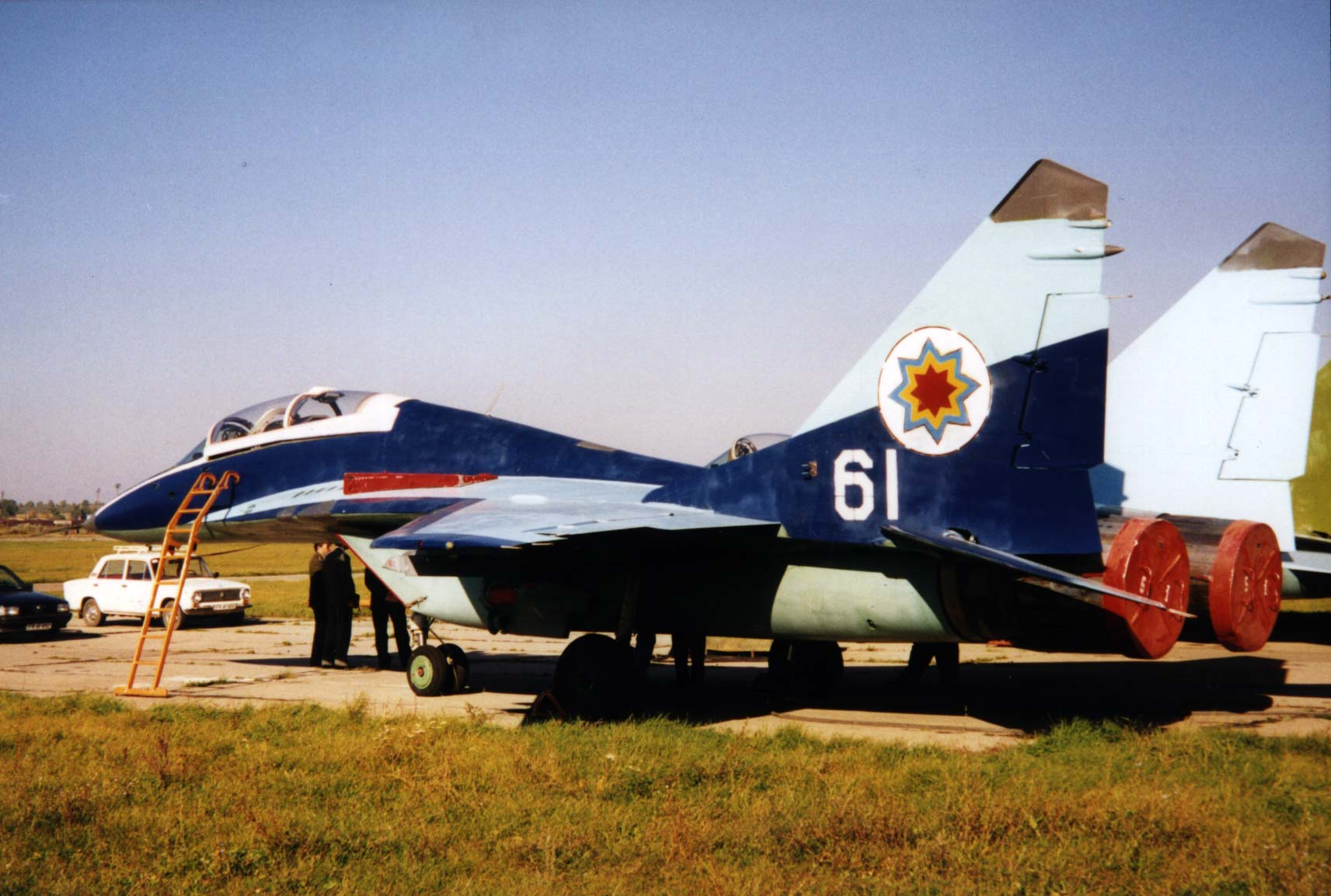
Навчальний винищувач МіГ-29УБ молдовських ВПС, проданий США 1997 року

Станом на 2022 рік 
| Тип                           | Походження                    | Призначення                   | Версії                        | Кількість                     | Стан                          |                               |
| Військово-транспортна авіація | Військово-транспортна авіація | Військово-транспортна авіація | Військово-транспортна авіація | Військово-транспортна авіація | Військово-транспортна авіація | Військово-транспортна авіація |
| ----------------------------- | ----------------------------- | ----------------------------- | ----------------------------- | ----------------------------- | ----------------------------- | ----------------------------- |
| Ан-26                         | СРСР                          | Військово-транспортний        | Ан-26, Ан-24                  | 2                             | На службі                     |                               |
| Ан-2                          | СРСР                          | Військово-транспортний        |                               | 2                             | На службі                     |                               |
| Гелікоптери                   |                               |                               |                               |                               |                               |                               |
| Мі-8ПС                        | СРСР                          | Багатоціловий                 | Мі-8ПС                        | 2                             | На службі                     |                               |
| Мі-8МТВ-1                     | СРСР                          | Багатоціловий                 | Мі-8МТВ-1                     | 4                             | На службі                     |                               |
| Системи ППО                   |                               |                               |                               |                               |                               |                               |
| С-125 "Нева"                  | СРСР                          | ЗРК малого радіусу дії        | С-125М1                       | 3                             | На службі                     |                               |

### Молдовські МіГ-29
Після розпаду СРСР Молдові дісталося 32 (за іншими даними 34) винищувача МіГ-29 86-го винищувального полку Чорноморського флоту СРСР (аеродром Маркулешти), що після розпаду СРСР перейшов під юрисдикцію Молдови.
- 23 червня 1992 — 1 літак ймовірно збитий[ru] в ході Придністровського конфлікту[5]
- 1992 — 1 літак Молдова віддала Румунії. У документах не фігурує ціна літака. За словами голови спеціальної парламентської комісії Юрія Стойкова[6], колишні високопоставлені військові Молдови визнали, що поступилися літаком «в рахунок боргів Молдови Румунії за надану допомогу під час воєнного конфлікту 1992 року».
- 1994 — 4 літаки продано в Ємен[7].
- 1997 — 21 літак (з них лише шість придатні для польотів) продано США. 17 січня 2005 колишній міністр оборони країни Валеріу Пасат був засуджений до 10 років в'язниці за продаж літаків США. Він був звинувачений у тому, що в результаті цієї операції, держава втратила понад 50 мільйонів доларів[8].

Станом на 2007 на аеродромі в Маркулешти залишилося 6 винищувачів МіГ-29. Всі в робочому стані.
- У вересні 2010 року Молдова оголосила про намір продати останні шість винищувачів МіГ-29, що ще залишилися в неї на озброєнні. У разі, «якщо покупець на МіГ-29 не знайдеться, вони будуть утилізовані».[10].

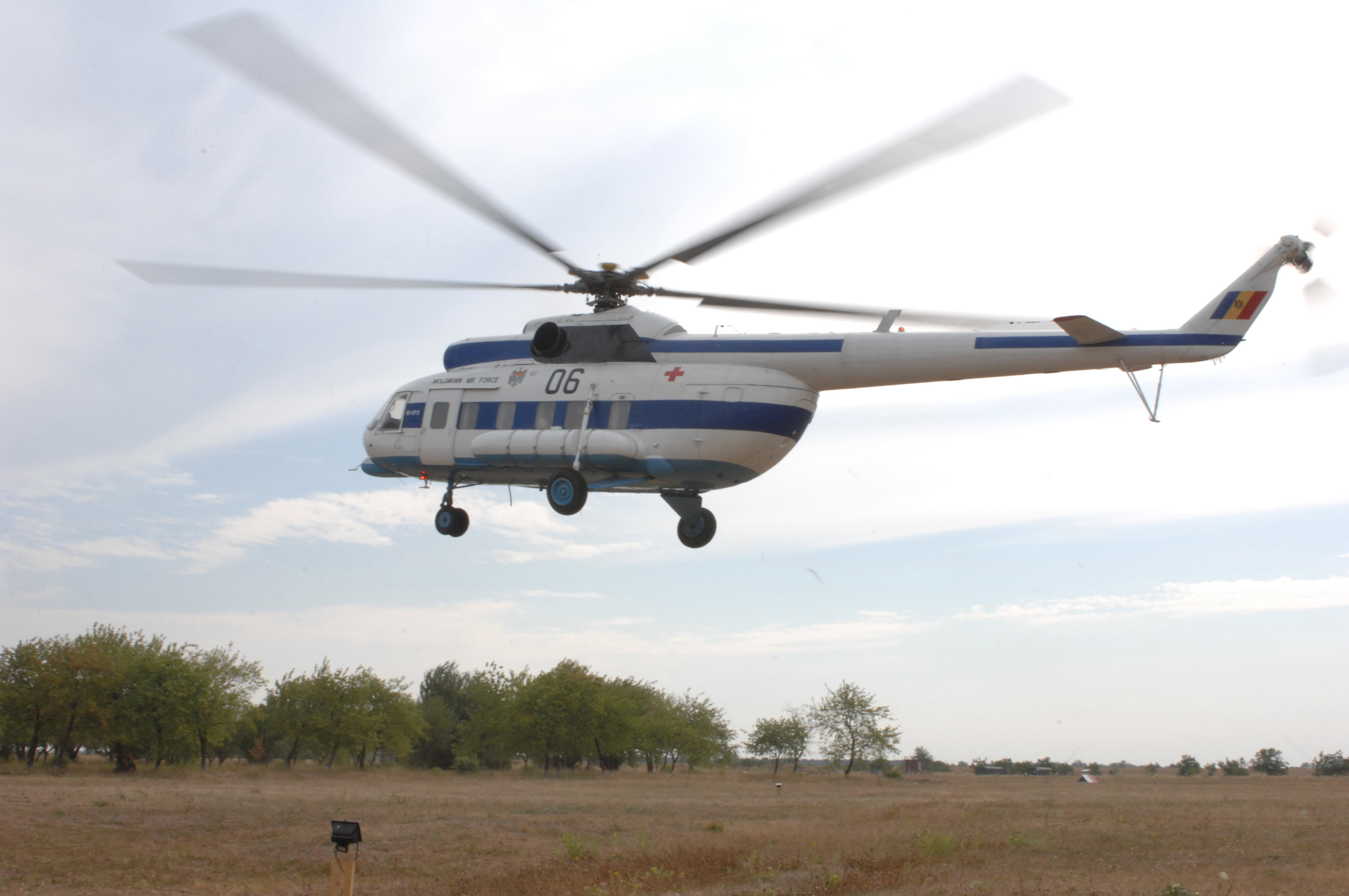
Мі-8ПС молдовських повітряних сил у 2007 році

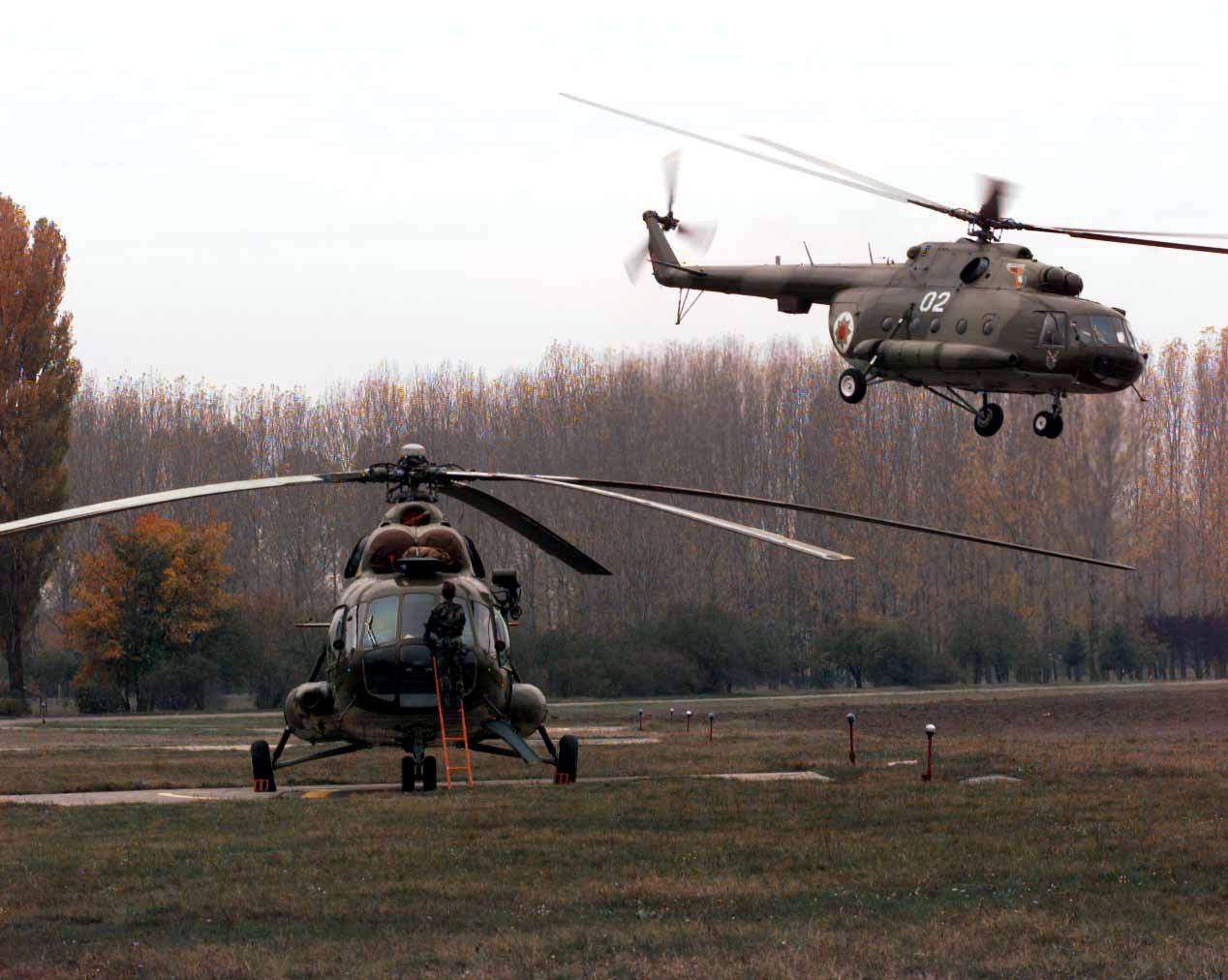
Мі-8МТВ-1 молдовських повітряних сил у 1996 році

## Розпізнавальні знаки

Розпізнавальний знак ВПС Молдови

## Звання

Солдат
Капрал
Молодший сержант
Сержант
Старший сержант
Старшина
Головний старшина
Старшина-ад'ютант

Лейтенант
Старший лейтенант
Капітан
Майор
Підполковник
Полковник
Бригадний генерал
Дивізійний генерал
Генерал Армії